# ابن الأبيض

تعديل مصدري - تعديل

ابن الأبيض هي إحدى قرى عزلة أحور بمديرية أحور التابعة لمحافظة أبين، بلغ تعداد سكانها 62 نسمة حسب تعداد اليمن لعام 2004.